# 南蔵院 (久喜市)
南蔵院（なんぞういん）は、埼玉県久喜市にある真言宗智山派の寺院。

## 歴史
1596年（慶長元年）に開山された。1646年（正保3年）に近くの吉祥院の末寺となっている。その後、快印によって中興された。
当院の境内には、「なんじゃもんじゃ」と呼ばれる椨の巨木がある。樹齢は数百年を経過している。

## 交通アクセス
- 路線バス菖蒲仲橋停留所より徒歩23分。